# فتحة الجيب الفكي العلوي
فتحة الجيب الفكي العلوي توجد في الجزء الأمامي العلوي من الجدار الأنسي للجيب الفكي العلوي. تكون هذه الفتحة كبيرة في العظم المعزول بعد إزالة المخاطية عنه، في حين تكون صغيرة لدى الشخص السليم الحي. تسمح هذه الفتحة بنزح محتويات الجيب إلى الصماخ الأنفي الأوسط وذلك عبر القسم الخلفي من الفرجة الهلالية.
1. ↑  نموذج تأسيسي في التشريح، QID:Q1406710